# Timúrides
|  | Aquest article tracta sobre l'imperi. Vegeu-ne altres significats a «dinastia timúrida». |

Els timúrides (persa: گوركانى, Gurkānī) foren un imperi musulmà d'origen turcomongol governat per la dinastia timúrida. S'inicià amb Tamerlà, fill de Taragai, que era emir de la Transoxiana per compte dels kans txagatai, als quals va privar de tot poder.

## Tamerlà
Tamerlà passà els primers anys de la seva vida lluitant contra Coràsmia i el kanat de Txagatai; el 1376 va establir a Toktamish com a kan vassall de l'Horda Blava (o Blanca en algunes fonts) al nord del Sirdarià. Segons la majoria de les fonts, Toktamish va atacar al kan Mamai de l'Horda d'Or el 1279 o 1280 i el va derrotar en una batalla al riu Kalka, prop de la mar d'Azov i de Maripol (Mamai va fugir a Crimea on fou assassinat pels genovesos) i va unificar les dues hordes, les quals, en conjunt, constituïen gairebé tot l'antic ulus de Jotxi. Des de la seva capital a la Vella Sarai, en el baix Volga, controlava un gran territori que s'estenia des del baix Sirdarià (Iaxartes) fins al Dnièster, i des d'Otrar fins a les portes de Kíev. La seva lluita amb Tamerlà per l'hegemonia va culminar en la batalla del riu Kondurcha, a Bulgària del Volga, el 18 de juny de 1391. Mentre Tamerlà va fer campanyes a Pèrsia que va conquerir entre 1380 i 1393; va fer també campanyes a l'Índia (1398-1399), Síria (1400-1401) i Anatòlia (1402). El seu poder es va estendre a l'est fins a Coràsmia, Vall de Ferganà i Kashghària, però no va crear una administració regular efectiva. Va morir el 18 de febrer de 1405. El sobirà nominal era un kan genguiskànida titular sense cap poder; ell mateix i alguns dels seus fills es van casar amb dones genguiskànides obtenint el rang de güregen o gendre reial.

## Repartiment
Tamerlà va deixar els seus dominis repartits entre els seus quatre fills: Umar Shaykh, Jahangir, Miran Shah i Xah Rukh. Tanmateix, a la seva mort els dos fills grans, Umar Shaykh i Jahangir, ja havien mort (el 1391 i 1376) i el seu lloc el van ocupar els seus net Pir Muhammad ibn Umar Shaykh i Pir Muhammad ibn Jahangir. Aquest darrer fou designat hereu suprem per Tamerlà. La mort del pare/avi va desfermar una lluita pel poder suprem. Coràsmia va retornar a l'Horda d'Or (1406) i l'Azerbaidjan va caure en mans dels kara koyunlu (1408) després de la mort assassinat de Pir Muhammad ibn Jahangir (que governava a l'Afganistan oriental). Xah Rukh, que governava a Herat i el Gran Khorasan, en va sortir vencedor (1408) després de la mort de Pir Muhàmmad ibn Umar Shaykh (que governava a Pèrsia occidental o Iraq Ajamita) i de Miran Shah (havia governat a l'Azerbaidjan i l'Iraq Arabí).
Xah Rukh va ser el segon membre més destacat de la dinastia; es va apoderar de Transoxiana on governava Khalil Sultan (1407), fill de Mihran Shah i va posar com a governador de Samarcanda el seu fill Ulugh Beg (13 de maig de 1409). El 1413 va recuperar Coràsmia, i en dues expedicions el 1414 i 1415 va recuperar el Fars en mans de la branca d'Umar Shaykh, deixant el govern al seu fill Ibrahim Sultan. Kirman, Sistan i Khuzestan també van haver de ser conquerides per la força. El novembre de 1420 va expulsar per la força els Qara Qoyunlu de l'Azerbaidjan, però va tenir dificultats per mantenir el control i el 1429 i 1435 hi va haver de fer noves expedicions instal·lant prínceps Qara Qoyunlu vassalls. Enemic dels txagataïdes orientals i dels jòtxides, els va combatre i va acollir a pretendents rivals als kans, però després d'una derrota a la riba del Sirdarià, va parar de combatre'ls; llavors els txagataïdes es van apoderar de Kashghària (1435) i en els anys següents (després de 1440) Abu l-Khayr es va apoderar de la regió al nord del Sirdarià, i va fer nombroses expedicions contra Tansoxiana. Xah-Rukh va tenir discrepàncies amb la seva esposa Gawharshad i no va poder designar successor.
A la seva mort el 13 de març de 1447 els seus fills havien mort excepte el que el va succeir, Ulugh Beg. Quan aquest, que residia a Samarcanda, es va acostar a Herat (1448) per defensar la seva successió enfront d'altres pretendents, Abd Allah ibn Ibrahim (Ibrahim era el germà d'Ulugh Beg que havia mort el 1435) se li va unir. Ulug Beg el va enviar, junt amb el seu propi fill Abd al-Latif Mirza, com a delegats a Bistam i Astarabad. El 1449, en els primers combats menors entre Ulugh Beg i el seu fill Abd al-Latif Mirza, aquest darrer va fer presoner al seu pare, però el va deixar en llibertat; Abd al-Latif va entrar després a Samarcanda (octubre) i llavors va fer matar el seu pare (25 d'octubre de 1549), però al seu torn fou assassinat el 9 de maig de 1550; llavors els amirs van portar al tron al jove Abd Allah amb 17 anys amb el suport dels caps mongols i turcs de Samarcanda i del xeic Burhan al-Din ibn Hisham al-Din. Al mateix temps havia estat alliberat a Bukharà, Abu-Saïd ibn Muhammad ibn Miran-Xah ibn Timur, fill de Sultan Muhammad Mirza i net de Miran Shah, que va reclamar el tron; aquest va obtenir molts suports i a finals d'any va conquerir Yasi i les forces d'Abd Allah es van retirar. El 1451 el kan uzbek Abu l-Khayr (que era cunyat de l'assassinat Abd al-Latif Mirza, ja que estava casat amb la seva germana) va donar suport a Abu Saïd i aquest va derrotar fàcilment a Abd Allah prop de Samarcanda, i el va fer matar (22 de juny de 1451). Mentre el Khorasan va quedar en mans de Babur Mirza i Ala al-Dawla Abd Allah, nebots d'Ulug Beg i cosíns germans d'Abd Allah ibn Ibrahim (Babur i Ala al-dawla eren fills de Giyath al-Din Baysunghur, Baysonghor o Baisanghor, germà d'Ulug Beg, que havia mort el 1433). A Pèrsia occidentals els kara koyunlu sota Djahanshah ibn Kara Yusuf, vassall timúrida a l'Azerbaidjan, va estendre el seu poder (1451-1452) a Pèrsia central i occidental, i només va deixar als timúrides el Gran Khorasan, Abarkuh, Kirman i Transoxiana.
El març de 1457 va morir Babur Mirza i el va succeir el seu nebot (fill d'Ala al-Dawla Abd Allah), Ibrahim ibn Ala al-Dawla ibn Baysonghor. Abu Saïd va voler aprofitar per conquerir Herat, i va posar setge a la ciutat que va durar uns dos mesos l'estiu del 1457; el setge va haver de ser aixecat sense obtenir cap resultat positiu encara que al mateix temps va poder dominar Kabul. Tanmateix, poc després Ibrahim fou derrotat pel kara koyunlu Djahanshah ibn Kara Yusuf, i va haver de buscar l'aliança d'Abu Saïd (hivern del 1457 al 1458). Es va ajustar un acord que no va servir per evitar la caiguda d'Herat en mans dels kara koyunlu el juny de 1458. L'exèrcit d'Abu Saïd estava a l'aguait al riu Murghab, i va aprofitar certes dificultats de Djahanshah per aconseguir el lliurament pacifica de la ciutat el novembre del 1458, amb el qual Abu Saïd aconseguia dominar el Khorasan. El mars de 1459 tres prínceps timúrides, Ala al-Dawla, el seu fill Ibrahim ibn Ala al-Dawlah, i Sultan Sandjar, foren derrotats a Sarakhs i Abu Said va utilitzar la resta de l'any per consolidar el seu domini a Khorasan. El 1460 va ocupar Mazanderan. Va haver de fer front a atacs uzbeks i de Husayn Baykara, rebesnet de Tamerlà, besnet d'Umar Shaykh, net de Baykara Mirza i fill de Giyath al-Din Mansur (+1445) que operava des de Coràsmia sota protecció dels uzbeks. El febrer de 1468 Abu saïd va fer una campanya contra l'Azerbaidjan per reprendre el control de la província i posar fi a la progressió dels ak koyunlu, una confederació de turcmans rivals dels kara koyunlu; després d'alguns èxits inicials, la mala organització la va fer fracassar i Abu Saïd fou fet presoner pels ak koyunlu i executat el 5 de febrer de 1469. Els vencedors i Husayn Baikara es van disputar llavors el Khorasan, proclamant a un príncep de la branca de Xah Rukh, de nom Yadgar Muhammad Mirza. Husayn va conquerir Herat el 1469 però la va perdre davant els ak koyunlu; la va recuperar a l'any següent (1470) i va obrir un període de progressió cultural; dominava de Balkh a l'est, a Bistam i Damghan a l'oest, ide Coràsmia al nord i Kandahar i Sistan al sud. La Transoxiana en canvi va restar en mans dels fills d'Abu Said amb el fill gran, Sultan Ahmad Mirza, governant a Bukharà i Samarcanda, i el segon Umar Shaykh Mirza a Ferganà amb seu a Andijan; els dos van disputar als txagataïdes orientals la regió de Taixkent i les regions frontereres. Badakhxan, Tirmidh, Caghaniyan i Hisor estaven en mans d'un tercer germà, Abu Bakr Mirza, i un quart germà, Ulugh Beg Mirza, governava a Kabul. Les fronteres entre la branca de Khorasan i les de Transoxiana i Afganistan oriental van restar força estables tot i els intents que van fer les dues parts per eixamplar-les.
El 1497 el fill de Husayn Baykara, Badi al-Zaman, que governava Balkh, es va revoltar, i encara que derrotat va adquirir un major control de l'Afganistan meridional i el 1498 va amenaçar Herat. Dos altres fills es van revoltar el 1498 i Husayn Baykara va haver de cedir Balkh a Badi al-Zaman. Per la seva banda els dos fills grans d'Abu Saïd van morir el 1494 (Abu Bakr Mirza ja havia mort el 1479) i va recollir la successió un germà de nom Mahmud Sultan Mirza que va morir el 1495. Els fills probablement de Mahmud (en algunes fonts són considerats fills d'Ahmad Sultan Mirza), els fills d'Umar Shaykh Mirza, i el príncep Ulugh Beg Mirza de Kabul, es van disputar la successió demanant suport o bé als xibànides (uzbeks) o als txagataïdes orientals de Mogulistan. Baber, fill d'Umar, governava a Ferganà. Masud Sultan Mirza i Baysonghor Mirza, fills de Mahmud o Ahmad es van disputar Samarcanda que el 1500 va ocupar l'uzbek Muhammad Shaybani. Baber va deixar (1500) el govern de Ferganà (amb capital a Andijan) al seu germà Jahangir Mirza, i va anar a Samarcanda, que va ocupar el 1501, però en fou expulsat ràpidament pels xibànides. Ulugh Beg Mirza de Kabul va morir el 1501 i el va succeir el seu fill Abd al-Razzak que va perdre Kabul davant els arghun i definitivament el 1504 davant Baber. El 1506 Muhammad Shaybani va envair el Gran Khorasan, i Husayn Baykara va demanar ajut a Baber que hi va anar des de Kabul, però quan va arribar es va trobar que Baykara havia mort el 5 de maig de 1506; Badi al-Zaman de Balkh (i altres territoris) es va proclamar sultà, però el seu germà Muzaffar Husayn Mirza no el va reconèixer al·legant la seva rebel·lió i va reclamar el tron per a ell mateix; en mig de la lluita entre els germans, els uzbeks dirigits per Muhammad Shaybani amenaçaven el Khorasan i Baber, quan va veure que els germans lluitaven entre ells i no s'ocupaven de la lluita contra els uzbeks, es va retirar. A l'any següent, el 1507 els uzbeks es van apoderar d'Herat (20 de maig de 1507); els dos germans van fugir i Muzaffar va morir poc després; Badi al-Zaman va arribar a la cort del safàvida Ismail I de Pèrsia on va influir per l'expedició persa contra els uzbeks de Khorasan que es va fer el 1510.
El 1507 Baber va arrebassar Kandahar als arghun, però aviat fou assetjat en aquesta ciutat per Muhammad Shaybani Khan i es va retirar però al seu torn Shaybani es va haver d'enfrontar al xa safàvida Ismaïl I pel que fou derrotat i mort a Merv el 2 de desembre de 1510. Llavors Baber va ocupar Samarcanda per tercera vegada (octubre de 1511) com a vassall del xa. Aquest vassallatge el va obligar a defensar el xiisme el que li va fer perdre suport popular i finalment fou derrotat pels uzbeks a Kul-i Màlik el maig de 1512 i va haver d'evacuar Samarcanda. Va intentar la reconquesta de la ciutat aliat a les forces safàvides del general Nadjm-i Thani però aquest fou derrotat a Ghudjuwan el 12 de novembre de 1512 i Baber es va retirar precipitadament. El 1513 i 1514 va fer incursions a Kunduz i el 1514 va retornar a Kabul. En els següents anys va fer diverses incursions al sud i a l'est, i va acabar recuperant Kandahar als arghun (per negociacions) el maig de 1522. En endavant el seu objectiu fou l'Índia on el 1526 Baber, el net d'Abu-Saïd, va prendre el poder a Delhi, fundant la dinastia mogol (Imperi Mogol).

## Emirs (sultans) timúrides de Transoxiana
- Tamerlà 1370-1405
- Pir Muhàmmad ibn Jahangir 1405-1407
- Khalil Sultan 1405-1409
- Shah-Rukh 1405-1447
- Ulugh Beg 1447-1449
- Abd al-Latif Mirza 1449-1450
- Abd Allah ibn Ibrahim 1450-1451
- Abu-Saïd 1451-1469
  - Muhàmmad Txuqi Mirza, pretendent vers 1459-1462
- Sultan Àhmad ibn Abu-Saïd 1469-1494
- Sultan Mahmud ibn Abu-Saïd 1494-1495
- Baysunkur Mirza 1495-1497
- Sultan Masud Mirza a Hisor
- Baber 1497-1498
- Alí Sultan Mirza 1498-1500

## Llista d'emirs (sultans) timúrides de Khorasan
- Xah Rukh 1405-1447
- Babur ibn Baysunkur (a Kabul 1451-1457) 1447-1457
- Xah Mahmud 1457
- Ibrahim ibn Ala al-Dawla 1457-1459
- Branca de Transoxiania o Samarcanda 1459-1469 
  - Abu-Saïd ibn Muhàmmad ibn Miran-xah ibn Timur (1451-1469) 1459-1469
- Sultan Hussayn Bayqara ibn Mansur 1469-1470
- Yadigar Muhammad 1470
- Sultan Husayn Baykara (restaurat) 1470-1506
- Badi al-Zaman ibn Husayn Baikara 1506-1507
- Muzaffar Husayn ibn Husayn Baikara 1506-1507
- Xibànides 1507-1510
  - Muhàmmad Xaibani 1507-1510
- Safàvides 1516-1709

## Arbre genealògic abreujat
|                                                               |                                                               |                                                               |                                                               |                                                               |                                                               |                                                  |                                                  |                                                                 |                                                                 |                                                                 |                                                                 | 1. Tamerlà (1336-m.1405) Gran Emir 1370-1405                    |                                                                 |                                                               |                                                               |                                                                                   |                                                                                   |                                                                                   |                                                                                   |                                                                                   |                                                                                   |                                                                    |                                                                    |                                                                       |                                                                       |                                                                       |                                                                       |                                                                       |                                                                       |                                                       |                                                       |                                                       |                                                       |                                                       |                                                       |                                              |                                              |                                           |                                           |                                |                                |                                                              |                                                              |                                                              |                                                              |                                                              |                                                              |  |  |  |  |  |  |  |  |  |  |  |  |  |  |  |  |  |  |  |  |  |  |  |  |  |  |  |  |
|                                                               |                                                               |                                                               |                                                               |                                                               |                                                               |                                                  |                                                  |                                                                 |                                                                 |                                                                 |                                                                 |                                                                 |                                                                 |                                                               |                                                               |                                                                                   |                                                                                   |                                                                                   |                                                                                   |                                                                                   |                                                                                   |                                                                    |                                                                    |                                                                       |                                                                       |                                                                       |                                                                       |                                                                       |                                                                       |                                                       |                                                       |                                                       |                                                       |                                                       |                                                       |                                              |                                              |                                           |                                           |                                |                                |                                                              |                                                              |                                                              |                                                              |                                                              |                                                              |  |  |  |  |  |  |  |  |  |  |  |  |  |  |  |  |  |  |  |  |  |  |  |  |  |  |  |  |
|                                                               |                                                               |                                                               |                                                               |                                                               |                                                               |                                                  |                                                  |                                                                 |                                                                 |                                                                 |                                                                 |                                                                 |                                                                 |                                                               |                                                               |                                                                                   |                                                                                   |                                                                                   |                                                                                   |                                                                                   |                                                                                   |                                                                    |                                                                    |                                                                       |                                                                       |                                                                       |                                                                       |                                                                       |                                                                       |                                                       |                                                       |                                                       |                                                       |                                                       |                                                       |                                              |                                              |                                           |                                           |                                |                                |                                                              |                                                              |                                                              |                                                              |                                                              |                                                              |  |  |  |  |  |  |  |  |  |  |  |  |  |  |  |  |  |  |  |  |  |  |  |  |  |  |  |  |
| Príncep Jahangir                                              | Príncep Jahangir                                              | Príncep Jahangir                                              | Príncep Jahangir                                              | Príncep Jahangir                                              | Príncep Jahangir                                              |                                                  |                                                  | Príncep Umar Xaikh                                              | Príncep Umar Xaikh                                              | Príncep Umar Xaikh                                              | Príncep Umar Xaikh                                              | Príncep Umar Xaikh                                              | Príncep Umar Xaikh                                              |                                                               |                                                               | Príncep Miran Xah (1366-m.1408)                                                   | Príncep Miran Xah (1366-m.1408)                                                   | Príncep Miran Xah (1366-m.1408)                                                   | Príncep Miran Xah (1366-m.1408)                                                   | Príncep Miran Xah (1366-m.1408)                                                   | Príncep Miran Xah (1366-m.1408)                                                   |                                                                    |                                                                    | 3. Xah Rukh (1377-m.1447) Gran Emir 1407-1447                         | 3. Xah Rukh (1377-m.1447) Gran Emir 1407-1447                         | 3. Xah Rukh (1377-m.1447) Gran Emir 1407-1447                         | 3. Xah Rukh (1377-m.1447) Gran Emir 1407-1447                         | 3. Xah Rukh (1377-m.1447) Gran Emir 1407-1447                         | 3. Xah Rukh (1377-m.1447) Gran Emir 1407-1447                         |                                                       |                                                       | Gawhar Shad (1378-m.1457)                             | Gawhar Shad (1378-m.1457)                             | Gawhar Shad (1378-m.1457)                             | Gawhar Shad (1378-m.1457)                             | Gawhar Shad (1378-m.1457)                    | Gawhar Shad (1378-m.1457)                    |                                           |                                           |                                |                                |                                                              |                                                              |                                                              |                                                              |                                                              |                                                              |  |  |  |  |  |  |  |  |  |  |  |  |  |  |  |  |  |  |  |  |  |  |  |  |  |  |  |  |
| Príncep Jahangir                                              | Príncep Jahangir                                              | Príncep Jahangir                                              | Príncep Jahangir                                              | Príncep Jahangir                                              | Príncep Jahangir                                              |                                                  |                                                  | Príncep Umar Xaikh                                              | Príncep Umar Xaikh                                              | Príncep Umar Xaikh                                              | Príncep Umar Xaikh                                              | Príncep Umar Xaikh                                              | Príncep Umar Xaikh                                              |                                                               |                                                               | Príncep Miran Xah (1366-m.1408)                                                   | Príncep Miran Xah (1366-m.1408)                                                   | Príncep Miran Xah (1366-m.1408)                                                   | Príncep Miran Xah (1366-m.1408)                                                   | Príncep Miran Xah (1366-m.1408)                                                   | Príncep Miran Xah (1366-m.1408)                                                   |                                                                    |                                                                    | 3. Xah Rukh (1377-m.1447) Gran Emir 1407-1447                         | 3. Xah Rukh (1377-m.1447) Gran Emir 1407-1447                         | 3. Xah Rukh (1377-m.1447) Gran Emir 1407-1447                         | 3. Xah Rukh (1377-m.1447) Gran Emir 1407-1447                         | 3. Xah Rukh (1377-m.1447) Gran Emir 1407-1447                         | 3. Xah Rukh (1377-m.1447) Gran Emir 1407-1447                         |                                                       |                                                       | Gawhar Shad (1378-m.1457)                             | Gawhar Shad (1378-m.1457)                             | Gawhar Shad (1378-m.1457)                             | Gawhar Shad (1378-m.1457)                             | Gawhar Shad (1378-m.1457)                    | Gawhar Shad (1378-m.1457)                    |                                           |                                           |                                |                                |                                                              |                                                              |                                                              |                                                              |                                                              |                                                              |  |  |  |  |  |  |  |  |  |  |  |  |  |  |  |  |  |  |  |  |  |  |  |  |  |  |  |  |
|                                                               |                                                               |                                                               |                                                               |                                                               |                                                               |                                                  |                                                  |                                                                 |                                                                 |                                                                 |                                                                 |                                                                 |                                                                 |                                                               |                                                               |                                                                                   |                                                                                   |                                                                                   |                                                                                   |                                                                                   |                                                                                   |                                                                    |                                                                    |                                                                       |                                                                       |                                                                       |                                                                       |                                                                       |                                                                       |                                                       |                                                       |                                                       |                                                       |                                                       |                                                       |                                              |                                              |                                           |                                           |                                |                                |                                                              |                                                              |                                                              |                                                              |                                                              |                                                              |  |  |  |  |  |  |  |  |  |  |  |  |  |  |  |  |  |  |  |  |  |  |  |  |  |  |  |  |
|                                                               |                                                               |                                                               |                                                               |                                                               |                                                               |                                                  |                                                  |                                                                 |                                                                 |                                                                 |                                                                 |                                                                 |                                                                 |                                                               |                                                               |                                                                                   |                                                                                   |                                                                                   |                                                                                   |                                                                                   |                                                                                   |                                                                    |                                                                    |                                                                       |                                                                       |                                                                       |                                                                       |                                                                       |                                                                       |                                                       |                                                       |                                                       |                                                       |                                                       |                                                       |                                              |                                              |                                           |                                           |                                |                                |                                                              |                                                              |                                                              |                                                              |                                                              |                                                              |  |  |  |  |  |  |  |  |  |  |  |  |  |  |  |  |  |  |  |  |  |  |  |  |  |  |  |  |
| 2. Pir Muhàmmad ibn Jahangir (1376- 1407) Gran Emir 1405-1407 | 2. Pir Muhàmmad ibn Jahangir (1376- 1407) Gran Emir 1405-1407 | 2. Pir Muhàmmad ibn Jahangir (1376- 1407) Gran Emir 1405-1407 | 2. Pir Muhàmmad ibn Jahangir (1376- 1407) Gran Emir 1405-1407 | 2. Pir Muhàmmad ibn Jahangir (1376- 1407) Gran Emir 1405-1407 | 2. Pir Muhàmmad ibn Jahangir (1376- 1407) Gran Emir 1405-1407 |                                                  |                                                  | Príncep Príncep Baykara                                         | Príncep Príncep Baykara                                         | Príncep Príncep Baykara                                         | Príncep Príncep Baykara                                         | Príncep Príncep Baykara                                         | Príncep Príncep Baykara                                         |                                                               |                                                               | Príncep Sultan Muhammad Umar                                                      | Príncep Sultan Muhammad Umar                                                      | Príncep Sultan Muhammad Umar                                                      | Príncep Sultan Muhammad Umar                                                      | Príncep Sultan Muhammad Umar                                                      | Príncep Sultan Muhammad Umar                                                      |                                                                    |                                                                    | Príncep Ibrahim Sultan                                                | Príncep Ibrahim Sultan                                                | Príncep Ibrahim Sultan                                                | Príncep Ibrahim Sultan                                                | Príncep Ibrahim Sultan                                                | Príncep Ibrahim Sultan                                                |                                                       |                                                       | Príncep Baysunkur (Baysonghor) (1399-m.1433)          | Príncep Baysunkur (Baysonghor) (1399-m.1433)          | Príncep Baysunkur (Baysonghor) (1399-m.1433)          | Príncep Baysunkur (Baysonghor) (1399-m.1433)          | Príncep Baysunkur (Baysonghor) (1399-m.1433) | Príncep Baysunkur (Baysonghor) (1399-m.1433) |                                           |                                           |                                |                                |                                                              |                                                              |                                                              |                                                              |                                                              |                                                              |  |  |  |  |  |  |  |  |  |  |  |  |  |  |  |  |  |  |  |  |  |  |  |  |  |  |  |  |
| 2. Pir Muhàmmad ibn Jahangir (1376- 1407) Gran Emir 1405-1407 | 2. Pir Muhàmmad ibn Jahangir (1376- 1407) Gran Emir 1405-1407 | 2. Pir Muhàmmad ibn Jahangir (1376- 1407) Gran Emir 1405-1407 | 2. Pir Muhàmmad ibn Jahangir (1376- 1407) Gran Emir 1405-1407 | 2. Pir Muhàmmad ibn Jahangir (1376- 1407) Gran Emir 1405-1407 | 2. Pir Muhàmmad ibn Jahangir (1376- 1407) Gran Emir 1405-1407 |                                                  |                                                  | Príncep Príncep Baykara                                         | Príncep Príncep Baykara                                         | Príncep Príncep Baykara                                         | Príncep Príncep Baykara                                         | Príncep Príncep Baykara                                         | Príncep Príncep Baykara                                         |                                                               |                                                               | Príncep Sultan Muhammad Umar                                                      | Príncep Sultan Muhammad Umar                                                      | Príncep Sultan Muhammad Umar                                                      | Príncep Sultan Muhammad Umar                                                      | Príncep Sultan Muhammad Umar                                                      | Príncep Sultan Muhammad Umar                                                      |                                                                    |                                                                    | Príncep Ibrahim Sultan                                                | Príncep Ibrahim Sultan                                                | Príncep Ibrahim Sultan                                                | Príncep Ibrahim Sultan                                                | Príncep Ibrahim Sultan                                                | Príncep Ibrahim Sultan                                                |                                                       |                                                       | Príncep Baysunkur (Baysonghor) (1399-m.1433)          | Príncep Baysunkur (Baysonghor) (1399-m.1433)          | Príncep Baysunkur (Baysonghor) (1399-m.1433)          | Príncep Baysunkur (Baysonghor) (1399-m.1433)          | Príncep Baysunkur (Baysonghor) (1399-m.1433) | Príncep Baysunkur (Baysonghor) (1399-m.1433) |                                           |                                           |                                |                                |                                                              |                                                              |                                                              |                                                              |                                                              |                                                              |  |  |  |  |  |  |  |  |  |  |  |  |  |  |  |  |  |  |  |  |  |  |  |  |  |  |  |  |
|                                                               |                                                               |                                                               |                                                               |                                                               |                                                               |                                                  |                                                  |                                                                 |                                                                 |                                                                 |                                                                 | 1. Khalil Sultan (1384-m.1411) sobirà de Samarcanda 1405-1409   | 1. Khalil Sultan (1384-m.1411) sobirà de Samarcanda 1405-1409   | 1. Khalil Sultan (1384-m.1411) sobirà de Samarcanda 1405-1409 | 1. Khalil Sultan (1384-m.1411) sobirà de Samarcanda 1405-1409 | 1. Khalil Sultan (1384-m.1411) sobirà de Samarcanda 1405-1409                     | 1. Khalil Sultan (1384-m.1411) sobirà de Samarcanda 1405-1409                     |                                                                                   |                                                                                   | 4. Ulugh Beg (1393-m.1449) Gran Emir 1447-1449                                    | 4. Ulugh Beg (1393-m.1449) Gran Emir 1447-1449                                    | 4. Ulugh Beg (1393-m.1449) Gran Emir 1447-1449                     | 4. Ulugh Beg (1393-m.1449) Gran Emir 1447-1449                     | 4. Ulugh Beg (1393-m.1449) Gran Emir 1447-1449                        | 4. Ulugh Beg (1393-m.1449) Gran Emir 1447-1449                        |                                                                       |                                                                       | Príncep Sultan Muhammad Txuqi                                         | Príncep Sultan Muhammad Txuqi                                         | Príncep Sultan Muhammad Txuqi                         | Príncep Sultan Muhammad Txuqi                         | Príncep Sultan Muhammad Txuqi                         | Príncep Sultan Muhammad Txuqi                         |                                                       |                                                       |                                              |                                              |                                           |                                           |                                |                                |                                                              |                                                              |                                                              |                                                              |                                                              |                                                              |  |  |  |  |  |  |  |  |  |  |  |  |  |  |  |  |  |  |  |  |  |  |  |  |  |  |  |  |
|                                                               |                                                               |                                                               |                                                               |                                                               |                                                               |                                                  |                                                  |                                                                 |                                                                 |                                                                 |                                                                 | 1. Khalil Sultan (1384-m.1411) sobirà de Samarcanda 1405-1409   | 1. Khalil Sultan (1384-m.1411) sobirà de Samarcanda 1405-1409   | 1. Khalil Sultan (1384-m.1411) sobirà de Samarcanda 1405-1409 | 1. Khalil Sultan (1384-m.1411) sobirà de Samarcanda 1405-1409 | 1. Khalil Sultan (1384-m.1411) sobirà de Samarcanda 1405-1409                     | 1. Khalil Sultan (1384-m.1411) sobirà de Samarcanda 1405-1409                     |                                                                                   |                                                                                   | 4. Ulugh Beg (1393-m.1449) Gran Emir 1447-1449                                    | 4. Ulugh Beg (1393-m.1449) Gran Emir 1447-1449                                    | 4. Ulugh Beg (1393-m.1449) Gran Emir 1447-1449                     | 4. Ulugh Beg (1393-m.1449) Gran Emir 1447-1449                     | 4. Ulugh Beg (1393-m.1449) Gran Emir 1447-1449                        | 4. Ulugh Beg (1393-m.1449) Gran Emir 1447-1449                        |                                                                       |                                                                       | Príncep Sultan Muhammad Txuqi                                         | Príncep Sultan Muhammad Txuqi                                         | Príncep Sultan Muhammad Txuqi                         | Príncep Sultan Muhammad Txuqi                         | Príncep Sultan Muhammad Txuqi                         | Príncep Sultan Muhammad Txuqi                         |                                                       |                                                       |                                              |                                              |                                           |                                           |                                |                                |                                                              |                                                              |                                                              |                                                              |                                                              |                                                              |  |  |  |  |  |  |  |  |  |  |  |  |  |  |  |  |  |  |  |  |  |  |  |  |  |  |  |  |
|                                                               |                                                               |                                                               |                                                               |                                                               |                                                               |                                                  |                                                  | Príncep Amir Mansur                                             | Príncep Amir Mansur                                             | Príncep Amir Mansur                                             | Príncep Amir Mansur                                             | Príncep Amir Mansur                                             | Príncep Amir Mansur                                             |                                                               |                                                               | 5. Abu Said (1424-m.1469) sobirà de Samarcanda 1451-1469 sobirà d'Herat 1459-1469 | 5. Abu Said (1424-m.1469) sobirà de Samarcanda 1451-1469 sobirà d'Herat 1459-1469 | 5. Abu Said (1424-m.1469) sobirà de Samarcanda 1451-1469 sobirà d'Herat 1459-1469 | 5. Abu Said (1424-m.1469) sobirà de Samarcanda 1451-1469 sobirà d'Herat 1459-1469 | 5. Abu Said (1424-m.1469) sobirà de Samarcanda 1451-1469 sobirà d'Herat 1459-1469 | 5. Abu Said (1424-m.1469) sobirà de Samarcanda 1451-1469 sobirà d'Herat 1459-1469 |                                                                    |                                                                    | 4. Abd Allah ibn Ibrahim (1410-m.1451) sobirà de Samarcanda 1450-1451 | 4. Abd Allah ibn Ibrahim (1410-m.1451) sobirà de Samarcanda 1450-1451 | 4. Abd Allah ibn Ibrahim (1410-m.1451) sobirà de Samarcanda 1450-1451 | 4. Abd Allah ibn Ibrahim (1410-m.1451) sobirà de Samarcanda 1450-1451 | 4. Abd Allah ibn Ibrahim (1410-m.1451) sobirà de Samarcanda 1450-1451 | 4. Abd Allah ibn Ibrahim (1410-m.1451) sobirà de Samarcanda 1450-1451 |                                                       |                                                       |                                                       |                                                       |                                                       |                                                       |                                              |                                              |                                           |                                           |                                |                                |                                                              |                                                              |                                                              |                                                              |                                                              |                                                              |  |  |  |  |  |  |  |  |  |  |  |  |  |  |  |  |  |  |  |  |  |  |  |  |  |  |  |  |
|                                                               |                                                               |                                                               |                                                               |                                                               |                                                               |                                                  |                                                  | Príncep Amir Mansur                                             | Príncep Amir Mansur                                             | Príncep Amir Mansur                                             | Príncep Amir Mansur                                             | Príncep Amir Mansur                                             | Príncep Amir Mansur                                             |                                                               |                                                               | 5. Abu Said (1424-m.1469) sobirà de Samarcanda 1451-1469 sobirà d'Herat 1459-1469 | 5. Abu Said (1424-m.1469) sobirà de Samarcanda 1451-1469 sobirà d'Herat 1459-1469 | 5. Abu Said (1424-m.1469) sobirà de Samarcanda 1451-1469 sobirà d'Herat 1459-1469 | 5. Abu Said (1424-m.1469) sobirà de Samarcanda 1451-1469 sobirà d'Herat 1459-1469 | 5. Abu Said (1424-m.1469) sobirà de Samarcanda 1451-1469 sobirà d'Herat 1459-1469 | 5. Abu Said (1424-m.1469) sobirà de Samarcanda 1451-1469 sobirà d'Herat 1459-1469 |                                                                    |                                                                    | 4. Abd Allah ibn Ibrahim (1410-m.1451) sobirà de Samarcanda 1450-1451 | 4. Abd Allah ibn Ibrahim (1410-m.1451) sobirà de Samarcanda 1450-1451 | 4. Abd Allah ibn Ibrahim (1410-m.1451) sobirà de Samarcanda 1450-1451 | 4. Abd Allah ibn Ibrahim (1410-m.1451) sobirà de Samarcanda 1450-1451 | 4. Abd Allah ibn Ibrahim (1410-m.1451) sobirà de Samarcanda 1450-1451 | 4. Abd Allah ibn Ibrahim (1410-m.1451) sobirà de Samarcanda 1450-1451 |                                                       |                                                       |                                                       |                                                       |                                                       |                                                       |                                              |                                              |                                           |                                           |                                |                                |                                                              |                                                              |                                                              |                                                              |                                                              |                                                              |  |  |  |  |  |  |  |  |  |  |  |  |  |  |  |  |  |  |  |  |  |  |  |  |  |  |  |  |
|                                                               |                                                               |                                                               |                                                               |                                                               |                                                               |                                                  |                                                  | 7. Sultan Husayn Baykara (1438-m.1506) sobirà d'Herat 1470-1506 | 7. Sultan Husayn Baykara (1438-m.1506) sobirà d'Herat 1470-1506 | 7. Sultan Husayn Baykara (1438-m.1506) sobirà d'Herat 1470-1506 | 7. Sultan Husayn Baykara (1438-m.1506) sobirà d'Herat 1470-1506 | 7. Sultan Husayn Baykara (1438-m.1506) sobirà d'Herat 1470-1506 | 7. Sultan Husayn Baykara (1438-m.1506) sobirà d'Herat 1470-1506 |                                                               |                                                               |                                                                                   |                                                                                   |                                                                                   |                                                                                   | 3. Abd al-Latif Mirza (1420-m.1450) sobirà de Samarcanda 1449-1450                | 3. Abd al-Latif Mirza (1420-m.1450) sobirà de Samarcanda 1449-1450                | 3. Abd al-Latif Mirza (1420-m.1450) sobirà de Samarcanda 1449-1450 | 3. Abd al-Latif Mirza (1420-m.1450) sobirà de Samarcanda 1449-1450 | 3. Abd al-Latif Mirza (1420-m.1450) sobirà de Samarcanda 1449-1450    | 3. Abd al-Latif Mirza (1420-m.1450) sobirà de Samarcanda 1449-1450    |                                                                       |                                                                       | 6. Yadigar Muhammad (1470) sobirà d'Herat 1469-1470                   | 6. Yadigar Muhammad (1470) sobirà d'Herat 1469-1470                   | 6. Yadigar Muhammad (1470) sobirà d'Herat 1469-1470   | 6. Yadigar Muhammad (1470) sobirà d'Herat 1469-1470   | 6. Yadigar Muhammad (1470) sobirà d'Herat 1469-1470   | 6. Yadigar Muhammad (1470) sobirà d'Herat 1469-1470   |                                                       |                                                       |                                              |                                              |                                           |                                           |                                |                                |                                                              |                                                              |                                                              |                                                              |                                                              |                                                              |  |  |  |  |  |  |  |  |  |  |  |  |  |  |  |  |  |  |  |  |  |  |  |  |  |  |  |  |
|                                                               |                                                               |                                                               |                                                               |                                                               |                                                               |                                                  |                                                  | 7. Sultan Husayn Baykara (1438-m.1506) sobirà d'Herat 1470-1506 | 7. Sultan Husayn Baykara (1438-m.1506) sobirà d'Herat 1470-1506 | 7. Sultan Husayn Baykara (1438-m.1506) sobirà d'Herat 1470-1506 | 7. Sultan Husayn Baykara (1438-m.1506) sobirà d'Herat 1470-1506 | 7. Sultan Husayn Baykara (1438-m.1506) sobirà d'Herat 1470-1506 | 7. Sultan Husayn Baykara (1438-m.1506) sobirà d'Herat 1470-1506 |                                                               |                                                               |                                                                                   |                                                                                   |                                                                                   |                                                                                   | 3. Abd al-Latif Mirza (1420-m.1450) sobirà de Samarcanda 1449-1450                | 3. Abd al-Latif Mirza (1420-m.1450) sobirà de Samarcanda 1449-1450                | 3. Abd al-Latif Mirza (1420-m.1450) sobirà de Samarcanda 1449-1450 | 3. Abd al-Latif Mirza (1420-m.1450) sobirà de Samarcanda 1449-1450 | 3. Abd al-Latif Mirza (1420-m.1450) sobirà de Samarcanda 1449-1450    | 3. Abd al-Latif Mirza (1420-m.1450) sobirà de Samarcanda 1449-1450    |                                                                       |                                                                       | 6. Yadigar Muhammad (1470) sobirà d'Herat 1469-1470                   | 6. Yadigar Muhammad (1470) sobirà d'Herat 1469-1470                   | 6. Yadigar Muhammad (1470) sobirà d'Herat 1469-1470   | 6. Yadigar Muhammad (1470) sobirà d'Herat 1469-1470   | 6. Yadigar Muhammad (1470) sobirà d'Herat 1469-1470   | 6. Yadigar Muhammad (1470) sobirà d'Herat 1469-1470   |                                                       |                                                       |                                              |                                              |                                           |                                           |                                |                                |                                                              |                                                              |                                                              |                                                              |                                                              |                                                              |  |  |  |  |  |  |  |  |  |  |  |  |  |  |  |  |  |  |  |  |  |  |  |  |  |  |  |  |
|                                                               |                                                               |                                                               |                                                               |                                                               |                                                               |                                                  |                                                  |                                                                 |                                                                 |                                                                 |                                                                 |                                                                 |                                                                 |                                                               |                                                               |                                                                                   |                                                                                   |                                                                                   |                                                                                   |                                                                                   |                                                                                   |                                                                    |                                                                    |                                                                       |                                                                       |                                                                       |                                                                       |                                                                       |                                                                       |                                                       |                                                       |                                                       |                                                       |                                                       |                                                       |                                              |                                              |                                           |                                           |                                |                                |                                                              |                                                              |                                                              |                                                              |                                                              |                                                              |  |  |  |  |  |  |  |  |  |  |  |  |  |  |  |  |  |  |  |  |  |  |  |  |  |  |  |  |
|                                                               |                                                               |                                                               |                                                               |                                                               |                                                               |                                                  |                                                  |                                                                 |                                                                 |                                                                 |                                                                 | 6. Sultan Ahmad ibn Abu Said sobirà de Samarcanda 1469-1494     | 6. Sultan Ahmad ibn Abu Said sobirà de Samarcanda 1469-1494     | 6. Sultan Ahmad ibn Abu Said sobirà de Samarcanda 1469-1494   | 6. Sultan Ahmad ibn Abu Said sobirà de Samarcanda 1469-1494   | 6. Sultan Ahmad ibn Abu Said sobirà de Samarcanda 1469-1494                       | 6. Sultan Ahmad ibn Abu Said sobirà de Samarcanda 1469-1494                       |                                                                                   |                                                                                   | Príncep Umar Shaykh II                                                            | Príncep Umar Shaykh II                                                            | Príncep Umar Shaykh II                                             | Príncep Umar Shaykh II                                             | Príncep Umar Shaykh II                                                | Príncep Umar Shaykh II                                                |                                                                       |                                                                       |                                                                       |                                                                       | 2.Babur Mirza (1427-m.1457) sobirà de Herat 1451-1457 | 2.Babur Mirza (1427-m.1457) sobirà de Herat 1451-1457 | 2.Babur Mirza (1427-m.1457) sobirà de Herat 1451-1457 | 2.Babur Mirza (1427-m.1457) sobirà de Herat 1451-1457 | 2.Babur Mirza (1427-m.1457) sobirà de Herat 1451-1457 | 2.Babur Mirza (1427-m.1457) sobirà de Herat 1451-1457 |                                              |                                              |                                           |                                           | Príncep Ala al-Dawla Abd Allah | Príncep Ala al-Dawla Abd Allah | Príncep Ala al-Dawla Abd Allah                               | Príncep Ala al-Dawla Abd Allah                               | Príncep Ala al-Dawla Abd Allah                               | Príncep Ala al-Dawla Abd Allah                               |                                                              |                                                              |  |  |  |  |  |  |  |  |  |  |  |  |  |  |  |  |  |  |  |  |  |  |  |  |  |  |  |  |
|                                                               |                                                               |                                                               |                                                               |                                                               |                                                               |                                                  |                                                  |                                                                 |                                                                 |                                                                 |                                                                 | 6. Sultan Ahmad ibn Abu Said sobirà de Samarcanda 1469-1494     | 6. Sultan Ahmad ibn Abu Said sobirà de Samarcanda 1469-1494     | 6. Sultan Ahmad ibn Abu Said sobirà de Samarcanda 1469-1494   | 6. Sultan Ahmad ibn Abu Said sobirà de Samarcanda 1469-1494   | 6. Sultan Ahmad ibn Abu Said sobirà de Samarcanda 1469-1494                       | 6. Sultan Ahmad ibn Abu Said sobirà de Samarcanda 1469-1494                       |                                                                                   |                                                                                   | Príncep Umar Shaykh II                                                            | Príncep Umar Shaykh II                                                            | Príncep Umar Shaykh II                                             | Príncep Umar Shaykh II                                             | Príncep Umar Shaykh II                                                | Príncep Umar Shaykh II                                                |                                                                       |                                                                       |                                                                       |                                                                       | 2.Babur Mirza (1427-m.1457) sobirà de Herat 1451-1457 | 2.Babur Mirza (1427-m.1457) sobirà de Herat 1451-1457 | 2.Babur Mirza (1427-m.1457) sobirà de Herat 1451-1457 | 2.Babur Mirza (1427-m.1457) sobirà de Herat 1451-1457 | 2.Babur Mirza (1427-m.1457) sobirà de Herat 1451-1457 | 2.Babur Mirza (1427-m.1457) sobirà de Herat 1451-1457 |                                              |                                              |                                           |                                           | Príncep Ala al-Dawla Abd Allah | Príncep Ala al-Dawla Abd Allah | Príncep Ala al-Dawla Abd Allah                               | Príncep Ala al-Dawla Abd Allah                               | Príncep Ala al-Dawla Abd Allah                               | Príncep Ala al-Dawla Abd Allah                               |                                                              |                                                              |  |  |  |  |  |  |  |  |  |  |  |  |  |  |  |  |  |  |  |  |  |  |  |  |  |  |  |  |
|                                                               |                                                               |                                                               |                                                               |                                                               |                                                               |                                                  |                                                  |                                                                 |                                                                 |                                                                 |                                                                 |                                                                 |                                                                 |                                                               |                                                               |                                                                                   |                                                                                   |                                                                                   |                                                                                   |                                                                                   |                                                                                   |                                                                    |                                                                    |                                                                       |                                                                       |                                                                       |                                                                       |                                                                       |                                                                       |                                                       |                                                       |                                                       |                                                       |                                                       |                                                       |                                              |                                              |                                           |                                           |                                |                                |                                                              |                                                              |                                                              |                                                              |                                                              |                                                              |  |  |  |  |  |  |  |  |  |  |  |  |  |  |  |  |  |  |  |  |  |  |  |  |  |  |  |  |
|                                                               |                                                               |                                                               |                                                               | 8. Badi al-Zaman (1517) sobirà d'Herat 1506-1507              | 8. Badi al-Zaman (1517) sobirà d'Herat 1506-1507              | 8. Badi al-Zaman (1517) sobirà d'Herat 1506-1507 | 8. Badi al-Zaman (1517) sobirà d'Herat 1506-1507 | 8. Badi al-Zaman (1517) sobirà d'Herat 1506-1507                | 8. Badi al-Zaman (1517) sobirà d'Herat 1506-1507                |                                                                 |                                                                 | 9. Muzaffar Husayn sobirà d'Herat 1507                          | 9. Muzaffar Husayn sobirà d'Herat 1507                          | 9. Muzaffar Husayn sobirà d'Herat 1507                        | 9. Muzaffar Husayn sobirà d'Herat 1507                        | 9. Muzaffar Husayn sobirà d'Herat 1507                                            | 9. Muzaffar Husayn sobirà d'Herat 1507                                            |                                                                                   |                                                                                   | Baber Fundador de l'Imperi Mogol de l'Índia                                       | Baber Fundador de l'Imperi Mogol de l'Índia                                       | Baber Fundador de l'Imperi Mogol de l'Índia                        | Baber Fundador de l'Imperi Mogol de l'Índia                        | Baber Fundador de l'Imperi Mogol de l'Índia                           | Baber Fundador de l'Imperi Mogol de l'Índia                           |                                                                       |                                                                       |                                                                       |                                                                       |                                                       |                                                       |                                                       |                                                       | 3. Shah Mahmud (1457) Sobirà d'Herat 1457             | 3. Shah Mahmud (1457) Sobirà d'Herat 1457             | 3. Shah Mahmud (1457) Sobirà d'Herat 1457    | 3. Shah Mahmud (1457) Sobirà d'Herat 1457    | 3. Shah Mahmud (1457) Sobirà d'Herat 1457 | 3. Shah Mahmud (1457) Sobirà d'Herat 1457 |                                |                                | 4. Ibrahim ibn Ala al-Dawla (1459) sobirà de Herat 1457-1459 | 4. Ibrahim ibn Ala al-Dawla (1459) sobirà de Herat 1457-1459 | 4. Ibrahim ibn Ala al-Dawla (1459) sobirà de Herat 1457-1459 | 4. Ibrahim ibn Ala al-Dawla (1459) sobirà de Herat 1457-1459 | 4. Ibrahim ibn Ala al-Dawla (1459) sobirà de Herat 1457-1459 | 4. Ibrahim ibn Ala al-Dawla (1459) sobirà de Herat 1457-1459 |  |  |  |  |  |  |  |  |  |  |  |  |  |  |  |  |  |  |  |  |  |  |  |  |  |  |  |  |